# Saison 2014-2015 de la PSA
En novembre 2014, l'Association internationale des joueuses de squash (WSA) et l'association professionnelle de squash (PSA) annoncent une fusion historique entre les deux associations. La décision est prise que l'association professionnelle de squash (PSA) sera l'instance de gouvernance unique pour tout le squash à partir du 1er janvier 2015. Le circuit est constitué de trois catégories, World Series, qui disposent des meilleures dotations et attirent les meilleurs joueurs, International et Challenger. En septembre 2015, le circuit féminin adopte la même hauteur de plaque sonore (tin) que pour le circuit masculin (de 19", 48 cm, à 17", 43 cm) afin de favoriser le jeu d'attaque.

## Calendrier
Catégories: tournois International et World Series.

### Légendes
| Championnats du monde |
| World Series          |
| International 100     |
| International 70      |
| International 50      |

### Janvier
| Tournoi | Date                          | Champion                                            | Finaliste         | Demi-finalistes                    | Quart de finaliste                                            |
| --- | ----------------------------- | --------------------------------------------------- | ----------------- | ---------------------------------- | ------------------------------------------------------------- |
| Tournament of Champions 2015 New York, États-Unis Homme : World Series 150 000 $ - tableau Femme : World Series 118 000 $ - tableau | 16–23 janvier 2015            | Mohamed El Shorbagy 5–11, 11–9, 11–8, 12–10         | Nick Matthew      | Amr Shabana Miguel Ángel Rodríguez | Grégory Gaultier Borja Golán Tarek Momen Simon Rösner         |
| Tournament of Champions 2015 New York, États-Unis Homme : World Series 150 000 $ - tableau Femme : World Series 118 000 $ - tableau | 16–23 janvier 2015            | Raneem El Weleily 9–11, 12–10, 11–4, 11–4           | Alison Waters     | Laura Massaro Nour El Sherbini     | Nicol David Camille Serme Nour El Tayeb Amanda Sobhy          |
| Motor City Open 2015 Détroit, États-Unis Homme : International 70 70 000 $ - tableau                                                | 24–27 janvier 2015            | Miguel Ángel Rodríguez 9–11, 11–7, 8–11, 11–7, 11–3 | Stephen Coppinger | Mathieu Castagnet Max Lee          | Peter Barker Borja Golán Omar Mosaad Cameron Pilley           |
| Pittsburgh Open 2015 Pittsburgh, États-Unis Homme : International 25 25 000 $ - tableau                                             | 29 janvier - 1er février 2015 | Karim Abdel Gawad 11–13, 11–7, 11–9, 11–7           | Alan Clyne        | Ryan Cuskelly Charles Sharpes      | Grégoire Marche Karim Ali Fathi Diego Elías Abdulla Al-Tamimi |
| Cleveland Classic 2015 Cleveland, États-Unis Femme : International 50 50 000 $ - tableau                                            | 31 janvier – 3 février 2015   | Nicol David 11–5, 11–9, 11–4                        | Raneem El Weleily | Laura Massaro Omneya Abdel Kawy    | Camille Serme Low Wee Wern Nour El Tayeb Annie Au             |

### Février
| Tournoi | Date                     | Champion                                   | Finaliste           | Demi-finalistes                     | Quart de finaliste                                             |
| --- | ------------------------ | ------------------------------------------ | ------------------- | ----------------------------------- | -------------------------------------------------------------- |
| Open de Suède 2015 Linköping, Sweden Homme : International 70 70 000 $ - tableau                                           | 5–8 février 2015         | Nick Matthew 11–9, 11–8, 11–7              | Grégory Gaultier    | Simon Rösner Stephen Coppinger      | James Willstrop Marwan El Shorbagy Cameron Pilley Tom Richards |
| Granite Open 2015 Toronto, Canada Femme : International 25 25 000 $ - tableau                                              | 16–20 février 2015       | Sarah-Jane Perry 8–11, 11–6, 12–10, 11–7   | Dipika Pallikal     | Amanda Sobhy Joshna Chinappa        | Rachael Grinham Jenny Duncalf Line Hansen Delia Arnold         |
| Windy City Open 2015 Chicago, États-Unis Homme : World Series 150 000 $ - tableau Femme : World Series 150 000 $ - tableau | 26 février - 4 mars 2015 | Nick Matthew 11–7, 11–2, 11–7              | Mohamed El Shorbagy | Grégory Gaultier Marwan El Shorbagy | Peter Barker Tarek Momen Omar Mosaad Karim Abdel Gawad         |
| Windy City Open 2015 Chicago, États-Unis Homme : World Series 150 000 $ - tableau Femme : World Series 150 000 $ - tableau | 26 février - 4 mars 2015 | Raneem El Weleily 12–14, 12–10, 11–7, 11–7 | Nicol David         | Camille Serme Nour El Tayeb         | Nour El Sherbini Alison Waters Low Wee Wern Emma Beddoes       |

### Mars
| Tournoi                                                                                          | Date            | Champion                      | Finaliste    | Demi-finalistes          | Quart de finaliste                                 |
| ------------------------------------------------------------------------------------------------ | --------------- | ----------------------------- | ------------ | ------------------------ | -------------------------------------------------- |
| Canary Wharf Squash Classic 2015 Londres, Angleterre Homme : International 50 50 000 $ - tableau | 23–27 mars 2015 | Nick Matthew 11–4, 11–9, 11–7 | Simon Rösner | Peter Barker Daryl Selby | Borja Golán James Willstrop Max Lee Fares Dessouky |

### Avril
| Tournoi                                                                               | Date                  | Champion                                   | Finaliste           | Demi-finalistes                    | Quart de finaliste                                             |
| ------------------------------------------------------------------------------------- | --------------------- | ------------------------------------------ | ------------------- | ---------------------------------- | -------------------------------------------------------------- |
| El Gouna International 2015 El Gouna, Égypte Homme : World Series 150 000 $ - tableau | 5–10 avril 2015       | Ramy Ashour 11–9, 11–6, 4–11, 10–12, 12–10 | Mohamed El Shorbagy | Grégory Gaultier Nick Matthew      | Peter Barker Omar Mosaad James Willstrop Daryl Selby           |
| Open du Texas 2015 Dallas, États-Unis Femme : International 35 35 000 $ - tableau     | 7–12 avril 2015       | Amanda Sobhy 11–7, 8–11, 11–8, 11–4        | Nour El Tayeb       | Annie Au Rachael Grinham           | Emma Beddoes Jenny Duncalf Nouran Gohar Donna Urquhart         |
| Grasshopper Cup 2015 Zurich, Switzerland Homme : International 70 70 000 $ - tableau  | 15–19 avril 2015      | Grégory Gaultier 11–8, 11–3, 11–9          | Simon Rösner        | Miguel Ángel Rodríguez Omar Mosaad | Ramy Ashour Mathieu Castagnet Daryl Selby Saurav Ghosal        |
| Open d'Andorre 2015 Anyós, Andorre Homme : International 25 25 000 $ - tableau        | 22–25 avril 2015      | Karim Abdel Gawad 11–7, 12–10, 12–10       | Tom Richards        | Adrian Waller Grégoire Marche      | Chris Simpson Shaun Le Roux Steven Finitsis Jens Schoor        |
| Northern Ontario Open 2015 Sudbury, Canada Homme : International 25 25 000 $          | 22–25 avril 2015      | Ryan Cuskelly 12–10, 11–7, 11–8            | Laurens Jan Anjema  | César Salazar Shawn Delierre       | Alister Walker Diego Elías Campbell Grayson Christopher Gordon |
| Houston Open 2015 Houston, États-Unis Homme : International 25 25 000 $ - tableau     | 30 avril - 3 mai 2015 | Mazen Hesham 11–6, 11–5, 11–5              | Adrian Grant        | Stephen Coppinger Diego Elías      | César Salazar Ryan Cuskelly Karim Ali Fathi Tom Ford           |

### Mai
| Tournoi | Date           | Champion                                         | Finaliste        | Demi-finalistes                      | Quart de finaliste                                              |
| --- | -------------- | ------------------------------------------------ | ---------------- | ------------------------------------ | --------------------------------------------------------------- |
| British Open 2015 Hull, Angleterre Homme : World Series 150 000 $ - tableau Femme : World Series 100 000 $ - tableau            | 11–17 mai 2015 | Mohamed El Shorbagy 11–9, 6–11, 5–11, 11–8, 11–5 | Grégory Gaultier | Nick Matthew Miguel Ángel Rodríguez  | Tarek Momen Simon Rösner Mathieu Castagnet Mazen Hesham         |
| British Open 2015 Hull, Angleterre Homme : World Series 150 000 $ - tableau Femme : World Series 100 000 $ - tableau            | 11–17 mai 2015 | Camille Serme 11–3, 11–5, 8–11, 11–8             | Laura Massaro    | Nicol David Delia Arnold             | Raneem El Weleily Nour El Sherbini Joelle King Sarah-Jane Perry |
| Sharm El Sheikh International 2015 Charm el-Cheikh, Égypte Homme : International 25 25 000 $ Femme : International 25 25 000 $  | 20–23 mai 2015 | Karim Abdel Gawad 11–6, 8–11, 11–9, 6–11, 12–10  | Ali Farag        | Omar Abdel Meguid Mazen Hesham       | Fares Dessouky Mohamed Abouelghar Zahed Mohamed Andrew Shoukry  |
| Sharm El Sheikh International 2015 Charm el-Cheikh, Égypte Homme : International 25 25 000 $ Femme : International 25 25 000 $  | 20–23 mai 2015 | Tesni Evans 12–10, 6–11, 7–11, 11–7, 11–5        | Heba El Torky    | Line Hansen Yathreb Adel             | Nicolette Fernandes Salma Hany Deon Saffery Coline Aumard       |
| Hong Kong Football Club International 2015 Hong Kong, Chine Homme : International 25 25 000 $ Femme : International 25 25 000 $ | 27–30 mai 2015 | Max Lee 9–11, 11–6, 11–1, 11–9                   | Saurav Ghosal    | Omar Abdel Meguid Laurens Jan Anjema | Leo Au Tom Richards Mohd Nafiizwan Adnan Rex Hedrick            |
| Hong Kong Football Club International 2015 Hong Kong, Chine Homme : International 25 25 000 $ Femme : International 25 25 000 $ | 27–30 mai 2015 | Annie Au 11–7, 8–11, 9–11, 11–4, 11–8            | Habiba Mohamed   | Jenny Duncalf Joshna Chinappa        | Rachael Grinham Joey Chan Delia Arnold Milou van der Heijden    |
| Torneo Internacional PSA Sporta 2015 Guatemala, Guatemala Homme : International 35 35 000 $ - tableau                           | 28–31 mai 2015 | Omar Mosaad 11–5, 8–11, 11–7, 11–6               | César Salazar    | Alan Clyne Mohamed Abouelghar        | Chris Simpson Ryan Cuskelly Eddie Charlton Piëdro Schweertman   |

### Juin
| Tournoi | Date           | Champion                           | Finaliste         | Demi-finalistes           | Quart de finaliste                                         |
| --- | -------------- | ---------------------------------- | ----------------- | ------------------------- | ---------------------------------------------------------- |
| Alexandria International Squash Open 2015 Alexandrie, Égypte Femme : International 100 100 000 $ - tableau | 4–10 juin 2015 | Raneem El Weleily 11–6, 11–5, 11–9 | Omneya Abdel Kawy | Nicol David Laura Massaro | Alison Waters Nour El Tayeb Camille Serme Nour El Sherbini |